# Bezdead
Bezdead è un comune della Romania di 4 825 abitanti, ubicato nel distretto di Dâmbovița, nella regione storica della Muntenia.
Il comune è formato dall'unione di 6 villaggi: Bezdead, Broșteni, Costișata, Măgura, Tunari, Valea Morii.